# Le Gâvre
Le Gâvre est une commune française de l'Ouest de la France, située dans le département de la Loire-Atlantique, en région Pays de la Loire.
La commune est principalement connue pour sa forêt domaniale, la plus grande du département de la Loire-Atlantique.

## Géographie

Situation de la commune du Gâvre dans le département de la Loire-Atlantique.

### Situation
La commune du Gâvre fait partie du canton de Blain ; les communes limitrophes sont :
- Blain, au sud-est ;
- Vay (canton de Nozay), à l'est ;
- Marsac-sur-Don (canton de Guémené-Penfao), au nord-est ;
- Guémené-Penfao, au nord ;
- Plessé (canton de Saint-Nicolas-de-Redon), à l'ouest ;
- Guenrouët (canton de Saint-Gildas-des-Bois), au sud-ouest.

Beaucoup d'habitants travaillent à Nantes, Saint-Nazaire ou Châteaubriant, voire à Rennes.

### Topographie
Les rivières importantes sont extérieures à la commune : le Don au nord ; l’Isac (canal de Nantes à Brest) au sud. La commune est traversée à l'est par un ruisseau, le Perche, qui vient de Vay et y repart.
L'altitude est en général comprise entre 30 et 50 mètres (30 à 32 m pour le bourg). Les altitudes  les plus élevées se trouvent au nord de la commune : 56 m au Haut Luc, 58 sur une éminence en forêt, 61 à l'extrême nord-est ; la plus basse : 24 m à l’étang.
La superficie est de 5 358 ha dont 4 457 pour la forêt domaniale et seulement 901 hors forêt.

### Climat
Pour des articles plus généraux, voir Climat des Pays de la Loire et Climat de la Loire-Atlantique.
En 2010, le climat de la commune est de type climat océanique franc, selon une étude du CNRS s'appuyant sur une série de données couvrant la période 1971-2000. En 2020, Météo-France publie une typologie des climats de la France métropolitaine dans laquelle la commune est exposée à un climat océanique et est dans la région climatique  Bretagne orientale et méridionale, Pays nantais, Vendée, caractérisée par une faible pluviométrie en été et une bonne insolation. 
Pour la période 1971-2000, la température annuelle moyenne est de 12 °C, avec une amplitude thermique annuelle de 13,3 °C. Le cumul annuel moyen de précipitations est de 783 mm, avec 12,5 jours de précipitations en janvier et 6,2 jours en juillet. Pour la période 1991-2020, la température moyenne annuelle observée sur la station météorologique de Météo-France la plus proche, sur la commune de Blain à 5 km à vol d'oiseau, est de 12,1 °C et le cumul annuel moyen de précipitations est de 837,6 mm,. Pour l'avenir, les paramètres climatiques de la commune estimés pour 2050 selon différents scénarios d'émission de gaz à effet de serre sont consultables sur un site dédié publié par Météo-France en novembre 2022.

### Milieux naturels et biodiversité

#### Flore
Les principales essences d’arbres qui poussent au Gâvre sont le chêne sessile (Quercus petraea), le hêtre (Fagus sylvatica), le pin maritime (Pinus pinaster) et le pin sylvestre (Pinus sylvestris), Le tableau ci-dessous présente l'occupation des sols de la commune en 2018, telle qu'elle ressort de la base de données européenne d’occupation biophysique des sols Corine Land Cover (CLC).
| Type d’occupation                                                                   | Pourcentage | Superficie (en hectares) |
| ----------------------------------------------------------------------------------- | ----------- | ------------------------ |
| Tissu urbain discontinu                                                             | 2,7 %       | 141                      |
| Équipements sportifs et de loisirs                                                  | 0,6 %       | 30                       |
| Terres arables hors périmètres d'irrigation                                         | 7,6 %       | 405                      |
| Prairies et autres surfaces toujours en herbe                                       | 0,8 %       | 45                       |
| Systèmes culturaux et parcellaires complexes                                        | 3,3 %       | 176                      |
| Surfaces essentiellement agricoles interrompues par des espaces naturels importants | 1,3 %       | 68                       |
| Forêts de feuillus                                                                  | 40,1 %      | 2179                     |
| Forêts de conifères                                                                 | 25,8 %      | 1373                     |
| Forêts mélangées                                                                    | 9,7 %       | 519                      |
| Forêt et végétation arbustive en mutation                                           | 7,3 %       | 391                      |
| Source : Corine Land Cover                                                          |             |                          |

L'occupation des sols montre la nette prédominance de la forêt sur les terres arables et la végétation arbustive et/ou herbacée. Celle-ci occupe une surface de 4 071 ha soit 75,6 % de la surface communale alors que  les terres arables n' occupent que 405 ha (7,6 %) et la végétation arbustive et/ou herbacée 391 ha (7,3 %). La commune englobe en effet la forêt du Gâvre, qui en occupe les trois quarts de la surface. Celle-ci est constituée majoritairement de feuillus,.

#### Faune
Source : Office national des forêts.

##### Les reptiles et les amphibiens
La Grenouille rousse, les Grenouilles vertes, la Salamandre terrestre, le Triton palmé ou le Triton alpestre, la Salamandre tachetée, la Vipère péliade, la Vipère aspic; la Coronelle lisse des animaux fragiles et exigeants quant à la qualité de leur milieu de vie,.

##### Les oiseaux
Des oiseaux typiquement forestiers comme le farouche Pic noir et le Pic mar. Citons également la Chouette hulotte, ou encore l'énigmatique Engoulevent d'Europe. Entre avril et août, la forêt résonne également du chant des Coucous, migrateurs eux aussi. Elle offre en outre un asile pour les rapaces comme l'autour des palombes, chasseurs d'oiseaux et de petits mammifères, ou le gracile Busard saint-Martin, affectionnant les landes et les milieux ouverts. N'oublions pas la Bécasse des bois et la Fauvette pitchou, la Locustelle tachetée, l’Alouette lulu ou le Pouillot de Bonelli.

##### Les mammifères
Quelque 180 chiroptères trouvent refuge dans d’anciens quais de stockage militaire de l'organisation Todt, le domaine forestier abrite près de ¾ des espèces de chauves-souris dont le Grand Rhinolophe, le Grand Muri, Murin à oreilles échancrées, le Murin de Bechstein et la Barbastelle, la forêt abrite aussi la Musaraigne musette, ainsi que des Chevreuils et des Sangliers, qui la traversent en quête de nourriture, et des cerfs (environ une centaine) qui se font entendre la nuit durant le brame, entre la mi-septembre et le début du mois d'octobre,,.

##### Les insectes
C’est au Gâvre que vit l’Azuré des mouillères (Phengaris alcon). Cette espèce, rare et protégée, est présente dans le domaine forestier. Les plus anciennes observations de Lépidoptères connues sont actuellement celles de Jules Revelière a témoigné en effet avoir chassé Lycaena argus ( Plebejus idas Linnaeus ) en 1761 et Alfred Heurtaux (1832-1909) membre correspondant de l’Académie de médecine, témoigna, en forêt du Gâvre, de la présence d'une espèce de Satyrinae actuellement éteinte de la Loire-Atlantique. Depuis, nombreux sont les chasseurs de papillons qui y ont prélevé en abondance les Hesperiidae, les Papilionidae, les Pieridae, les Lycaenidae et le Petit Sylvain,.
Le mythique Carabus (Archicarabus) et le Carabe doré (auratus) le Clyte arqué, le Sympétrum rouge-sang sont présents dans la forêt du Gavre,.
Un rucher communal a été mis en place 10 Bénévoles participent régulièrement à la récolte du miel et des abeilles,,.

#### Champignon
La forêt du Gâvre est un haut-lieu de la récolte de champignons dans tout le département, notamment pendant la saison mycologique qui s’étale de l’été jusqu’à la fin de l’automne, les observateurs de l'ONF (Office national des forêts) ont enregistré des pointes de fréquentation allant jusqu'à 4 000 personnes par jour. Plus de 460 espèces et variétés de champignons peuvent être rencontrées au cours de l’automne. Une cinquantaine d’entre elles sont comestibles, dont les plus connues : les cèpes, les chanterelles et les girolles. Plus de 300 sont sans intérêt, plus de 60 sont toxiques et 7 sont mortelles, parmi elles la tristement célèbre amanite phalloïde,,.

## Urbanisme

### Typologie
Au 1er janvier 2024, Le Gâvre est catégorisée bourg rural, selon la nouvelle grille communale de densité à sept niveaux définie par l'Insee en 2022.
Elle est située hors unité urbaine. Par ailleurs la commune fait partie de l'aire d'attraction de Nantes, dont elle est une commune de la couronne,. Cette aire, qui regroupe 116 communes, est catégorisée dans les aires de 700 000 habitants ou plus (hors Paris),.

## Toponymie
Attestée sous les formes Gaurium en 1144 et 1147, Gavrium Silva au XIIe siècle, Gaure en 1288 et 1296, Le Gaure en 1630, Le Gaure en 1630.
La signification généralement admise du nom  est pays des chèvres ou des chevreuils, du fait de sa similitude du breton gavr (chèvre, chevreuil).
Cependant, des études récentes[Lesquelles ?] défendent l'idée d'un nom d'origine gauloise : Vobero devenu Vavra / Vaivre en provençal et Voëvre en langue d'oïl (v / w se sont transformés en g).
D'après Ernest Nègre (Toponymie générale de la France), au XIIe siècle, il existait des références à la forêt du Gâvre sous le nom de « Gavrium silva ». Cet auteur rattache ce nom à une des formes de la langue d'oïl (le gallo) : « Gavre » qui pourrait définir un « droit ... qu'un puissant seigneur percevait sur un vassal qui voulait s'assurer de sa protection ». D'autre part, la localité du Gâvre avait la particularité d'avoir des importants privilèges et exemptions, particularité qui pourrait se définir comme des droits acquis. Le Gâvre était donc une ville franche.
À noter que dans le livre d'Ernest Nègre, l'origine du Gâvres dans le Morbihan serait différent de celui du Gâvre dans la Loire-Atlantique. Elle serait bretonne via le mot gavr : chèvre ou chevreuil.
Le nom de la commune en gallo se prononce [ləgav] et est orthographié sous la forme Le Gavr selon la graphie ABCD,.  
La forme bretonne actuelle proposée par l'Office public de la langue bretonne est Ar C'havr.

## Histoire

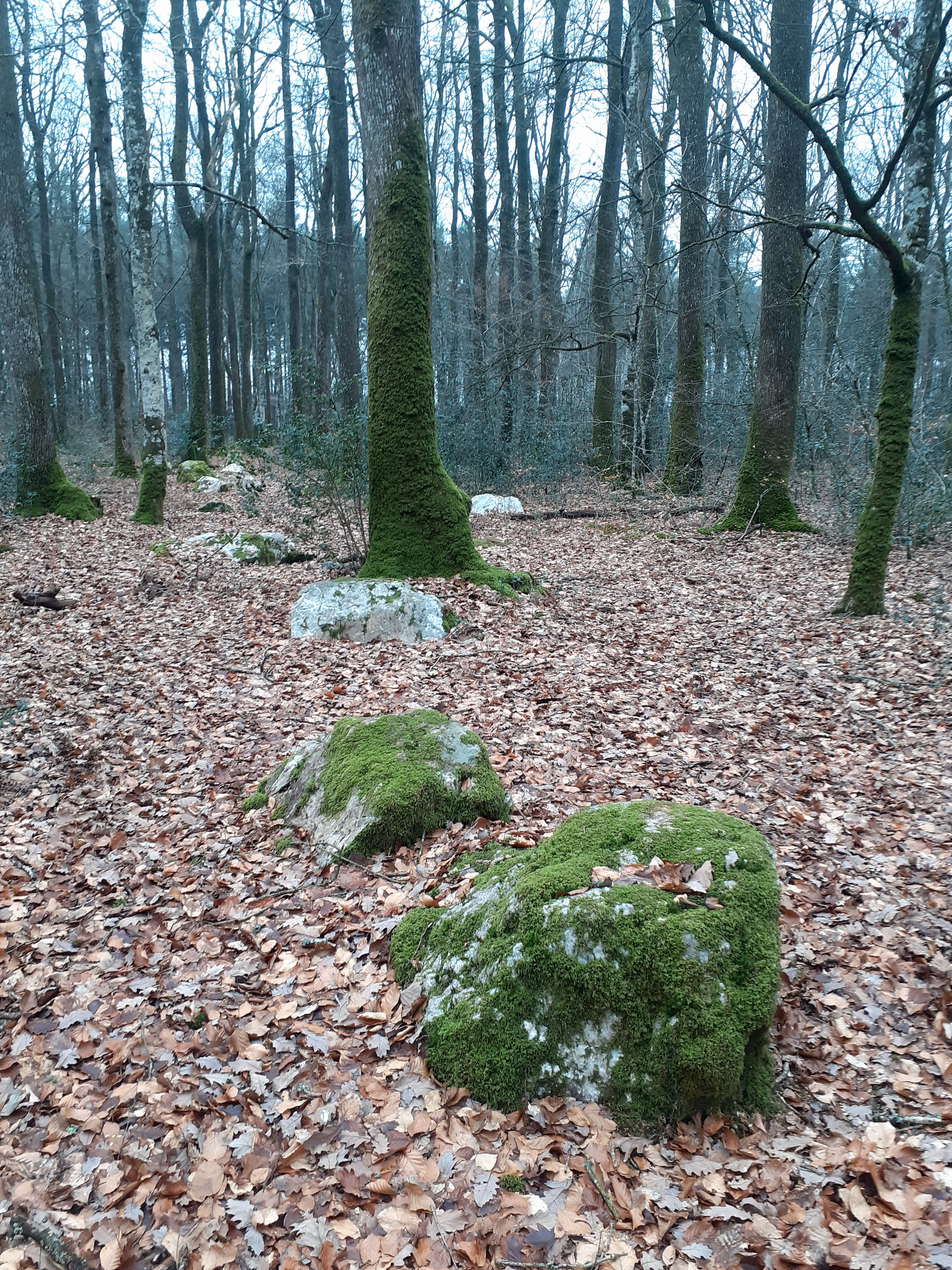
Alignement mégalithique du Pilier

### Les plus anciennes traces d’occupation
De l'époque néolithique, il reste un alignement mégalithique, l'Alignement du Pilier, situé en forêt, près de l'allée du Breuil de la Herse, qui correspondrait au marquage d’une zone frontière[réf. non conforme].
À l'époque gallo-romaine, Blain étant un centre secondaire (un vicus) de la cité des Namnètes. le site de Curin sur la voie romaine Angers-Blain-Rieux[réf. non conforme]-Vannes fut pourvu de thermes. D'autre part, la voie romaine Nantes-Blain-Rennes traversait l'actuel territoire communal entre l'Emion et le Haut Luc, d'où elle gagnait Conquereuil par Grand Pont Veix (pons vetus, vieux pont) sur le Don.
Le long de cette voie, dont une partie forme l'actuelle Grande Rue, furent par la suite construites les maisons des notables, gallo-romains d'abord, puis fonctionnaires ducaux et royaux.

### Moyen Âge

#### Léproserie de la Madeleine
Dans l'ensemble, on ignore presque tout de l'habitat sur le futur territoire du Gâvre avant le XIIe siècle, époque où des moines de l'abbaye de Blanche Couronne créèrent une léproserie dans la forêt. Cette léproserie est à l'origine du village de La Madeleine qui en a conservé la chapelle Sainte-Madeleine.

#### Création de la ville franche
En 1225, le bourg du Gâvre fut établi par le baillistre Pierre de Dreux, dit Pierre Mauclerc. Cette fondation répondait à trois impératifs ; assurer une meilleure exploitation sylvestre ; contrôler la route stratégique reliant Rennes à Nantes ; surveiller la châtellenie de Blain, dont le seigneur était un puissant vassal du duché de Bretagne. Un château fort fut érigé, mais il n’y eut pas de prieuré. Les privilèges furent accordés aux bourgeois du Gâvre directement par le duc de Bretagne.
Sur le plan religieux, le Gâvre faisait partie de la paroisse de Plessé, situation qui durera jusqu'en 1730. En pratique, le culte avait lieu dans la chapelle ducale (1226), qui a précédé l'église actuelle.

#### Château
Après la guerre de Succession de Bretagne (1341-1364), le vainqueur, Jean de Montfort voulut donner la seigneurie du Gâvre au capitaine anglais Jean Chandos. Olivier de Clisson, seigneur de Blain, qui avait lui aussi soutenu Jean de Montfort, ne le supporta pas. Il détruisit le château du Gâvre et bâtit avec les pierres la Tour du connétable à Blain.
Jean V décida la reconstruction du château en 1422. Il chargea son frère Arthur de Richemont, connétable de France, futur compagnon de Jeanne d'Arc, de mener les travaux. Le château fut rebâti, entouré d'étangs, et pendant quelque temps abrita les ducs de Bretagne après leurs chasses en forêt. Françoise d'Amboise, épouse de Pierre duc de Bretagne reçut la seigneurie en douaire à la mort de son époux et à l'avènement d'Arthur de Richemont. Elle y séjourna quelques années pour soigner sa mère Marie de Rieux.
Ensuite, le château servit de garnison.
Il fut ensuite vendu à un particulier, Paul Mathurin Guilbaud, qui combla la majeure partie des étangs. En 1751, un certain François René Bernard hérita du château. Il termina l'assèchement des étangs. Le château tomba en ruines et fut démantelé au XIXe siècle.

### Temps modernes

#### Évolution de la ville franche
Après le rattachement de la Bretagne au royaume de France, la forêt devint royale (puis domaniale). Les habitants durent à maintes reprises se battre pour faire respecter les exemptions d'impôts accordés par Pierre de Dreux. Ces privilèges disparurent la nuit du 4 août 1789. Il subsiste cependant encore des droits que le conseil municipal vote chaque année.

#### Période révolutionnaire

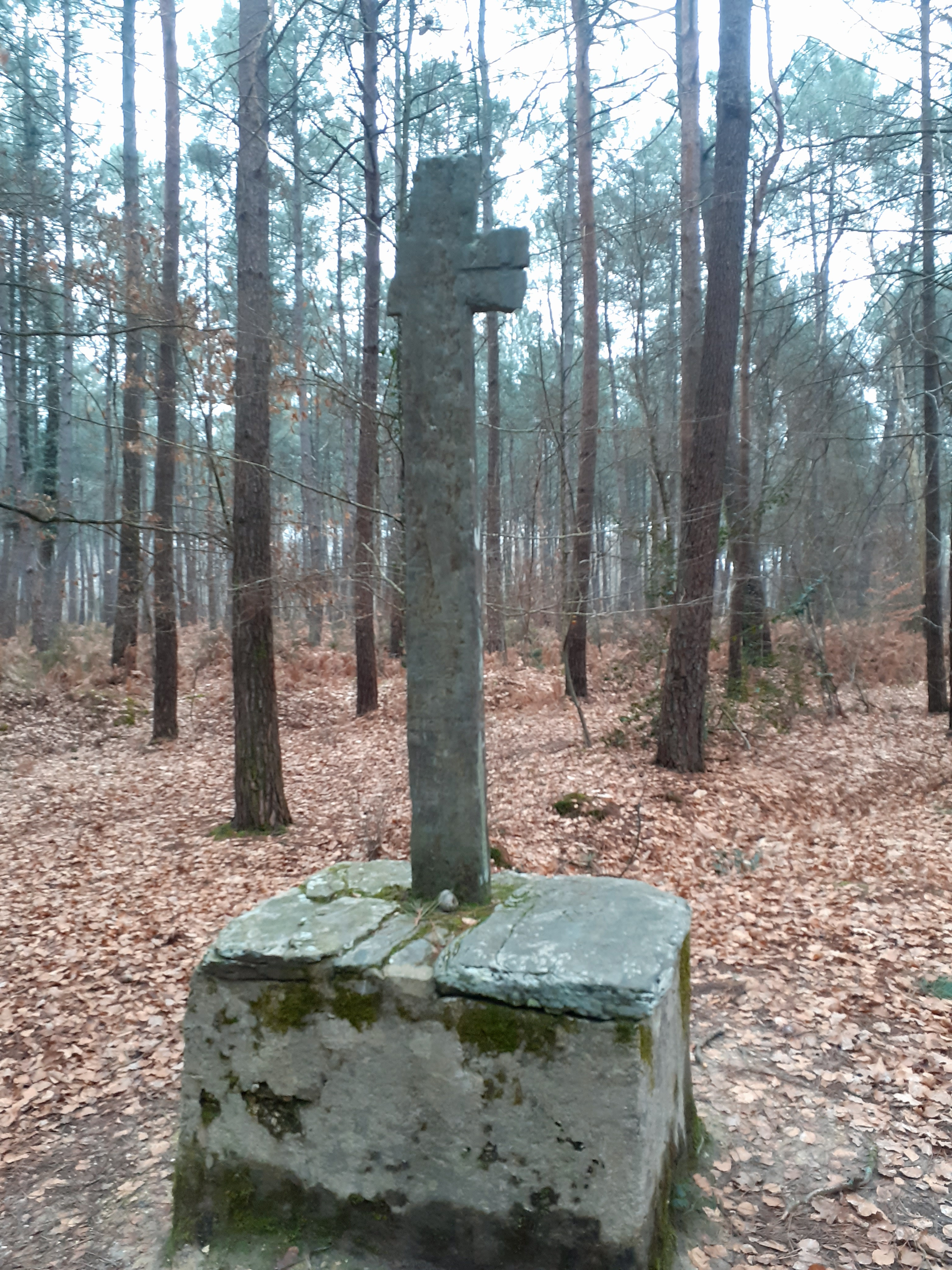
Croix du Chêne de la Messe

Pendant la Révolution, il semble que la constitution civile du clergé et la levée en masse aient provoqué la participation de Gâvrais à l'insurrection de mars 1793. Jean Bricaud et Guillaume Choblet sont arrêtés. Le curé réfractaire Lecocq fait partie des noyés de Carrier.
Pierre Benoist, François Bricaud, Guillaume Choblet sont membres des instances (district ou tribunal)
En décembre 1793[réf. non conforme], les troupes républicaines commandées par Kléber (au Gâvre, sur la lande de la Grée) et Marceau (à Guémené-Penfao)  contrôlent les accès de la forêt et obligent l'armée vendéenne, poursuivie par Westermann, à se diriger vers Savenay où elle subit une dernière défaite, qui met fin à la virée de Galerne.
Par la suite, la forêt constitue un foyer de la rébellion chouanne : 200 à 300 insurgés y sont réfugiés, sous la direction du marquis de Donissan et de l'abbé Grégoire Orain. Les républicains ont leurs points d'appui à Blain et à Guémené-Penfao. Cette période est commémorée depuis la Restauration par la Croix du Chêne de la Messe ou Croix des Chouans (en forêt, ligne de la Grée). On peut signaler la présence de Joseph Léopold Hugo (le père de Victor), alors adjudant-major, à la tête d'un bataillon envoyé à Blain en octobre 1794.

### Époque contemporaine

#### Chemin de fer au Gâvre
Au cours du XXe siècle, la commune a été desservie par deux lignes secondaires, maintenant disparues :
- ligne Saint-Nazaire-Blain-Nozay-Châteaubriant, qui, après Blain, desservait la gare du Gâvre (située un peu à l'écart du bourg, désormais rattachée à la commune de Vay) puis Vay.
- ligne Blain-Redon, qui traversant la forêt, desservait la gare de la Maillardais ; elle a été totalement démantelée et le parcours transformé en chemin de randonnée ; l'ancienne emprise de la gare reste perceptible près de la route de Plessé.

#### Seconde Guerre mondiale

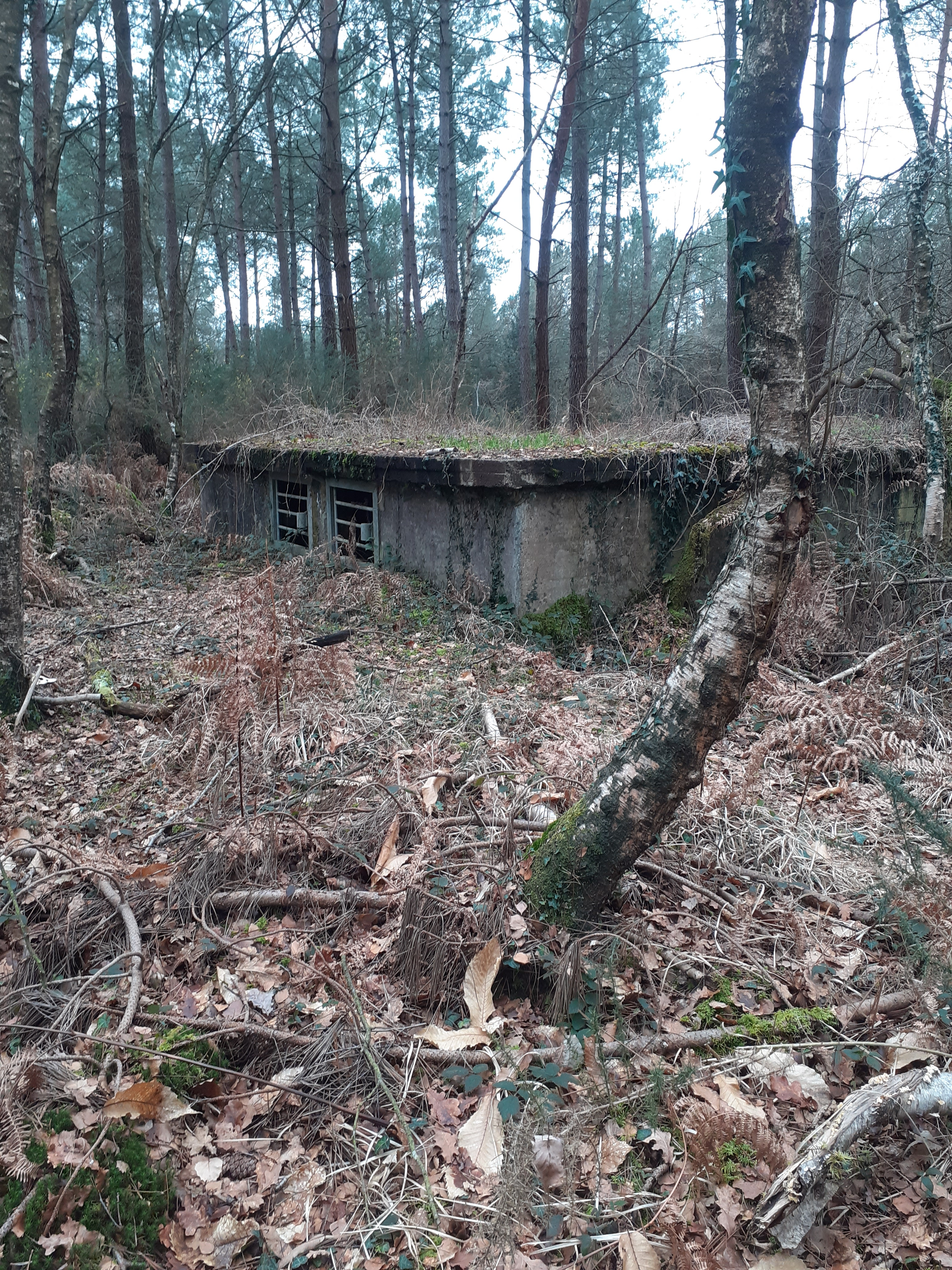
Blockhaus de la Géline

Datant de la Première Guerre mondiale un camp de prisonnier était localisé au rond-point de Néricou, il y avait aussi au rond-point de la Belle-Étoile un camp de soldats blessés ,
Pendant la Seconde Guerre mondiale des stocks militaire ont été abandonnés par la British Army dans la forêt du Gâvre. Un groupe militaire du Troisième Reich installe une vingtaine de blockhaus et des tours de garde, de dix mètres de long sur vingt mètres de large, distants les uns des autres de manière régulière. En juillet 1944, un bombardement allié a lieu dans ce secteur (la Chaussée).

### Forêt et activités forestières
La forêt connaît un premier aménagement important sous Napoléon Ier : création du rond-point de la Belle Étoile et des dix lignes qui facilitent la circulation.

#### Chasse et l'évolution de la faune
Il n'y a plus de chasses royales après celle d'Henri II en 1551 ; le droit de chasse est ensuite accordé gratuitement à des nobles des alentours (duc de Coislin, etc.), jusqu'à l'établissement du système des adjudications sous le règne de Louis-Philippe. Les chasseurs constituent alors les sociétés de chasse.
Les loups encore nombreux au début du XIXe siècle sont progressivement éliminés, le dernier est tué en 1882.
Le cheptel des cervidés est soumis aux aléas historiques ; anéanti au cours de la Deuxième Guerre mondiale, il est reconstitué après-guerre par transplantation à partir du parc de Chambord.

#### Travailleurs de la forêt
La forêt a représenté jusqu'aux années 1930, l'essentiel des ressources de la commune. Sabotiers, bûcherons et charbonniers peuplaient la forêt du lundi au samedi.
L'arrivée des bottes en caoutchouc entraina le déclin des sabots. Aujourd'hui, la forêt est entretenue par l'ONF, les coupes de bois sont organisées et des chasses à courre rappellent la tradition.

## Politique et administration

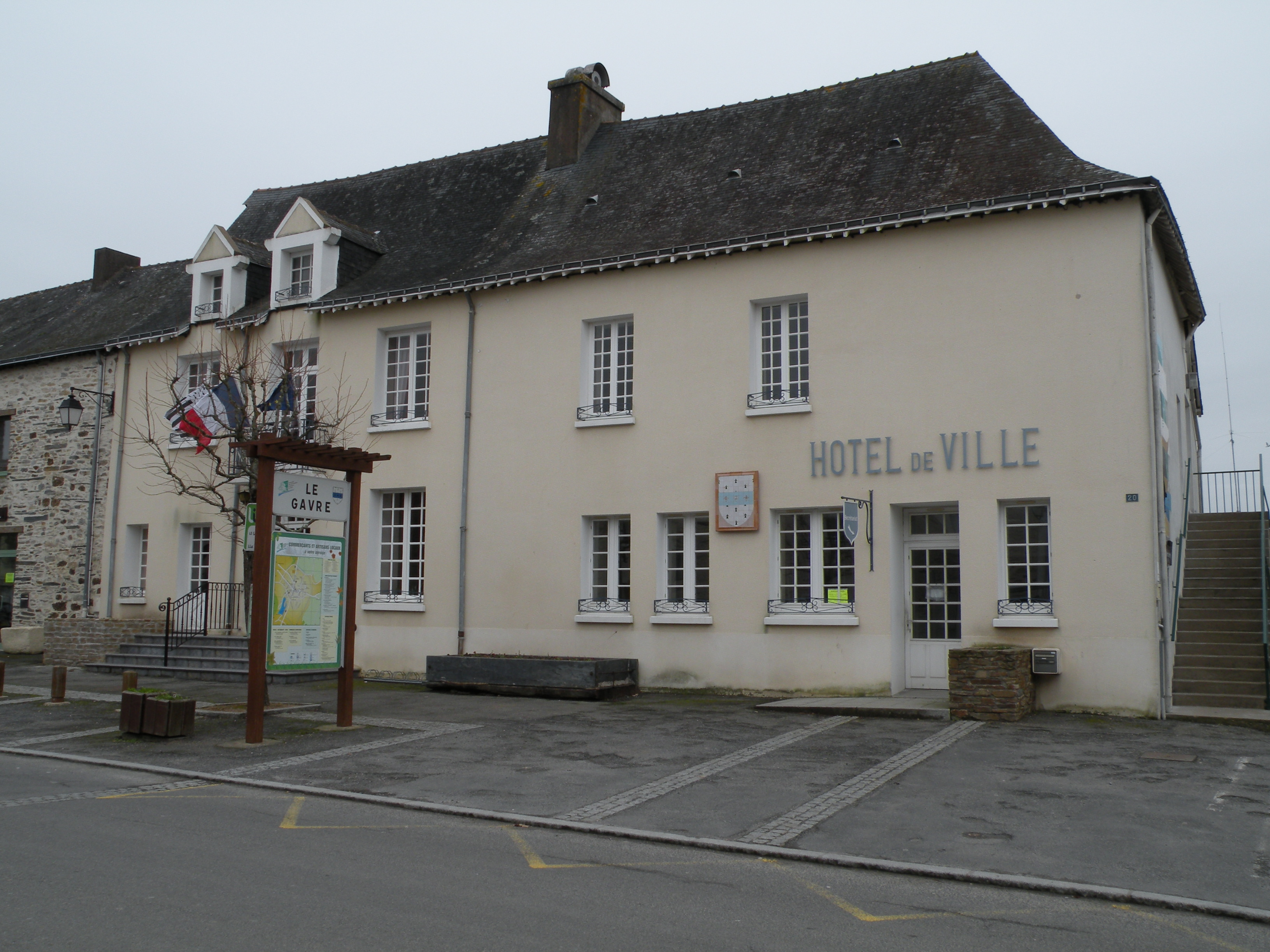
L'hôtel de ville.

### La mairie
Dans les années 1950, la mairie se trouvait dans un bâtiment toujours existant (n° 19, rue de l'Église) adjacent à l'ancienne école publique de garçons (n° 1 rue du Martrais).
Elle a été transférée ultérieurement dans un bâtiment de la Grande-Rue (n° 20, photographie ci-contre).

### Les maires
| Période                                  | Période  | Identité                 | Étiquette | Qualité |
| ---------------------------------------- | -------- | ------------------------ | --------- | --- |
|                                          |          | Pierre Benoist           |           | Arpenteur royal |
| 1820                                     |          | Pierre Marie Benoist     |           | Propriétaire |
| 1848                                     | 1848     | Jean-Baptiste Chatellier |           | |
| 1858                                     | 1858     | Clément Lecoq            |           | |
| 1868                                     | 1868     | Jean Gautier             |           | |
| 1878                                     | 1878     | Julien Rouaud            |           | |
| 1881                                     | 1899     | Joseph Heurtevant        |           | |
| 1899                                     | 1928     | Julien Éon               |           | |
| 1928                                     | 1929     | Pierre Alluçon           |           | |
| 1929                                     | 1934     | Henri Lecoq              |           | |
| 1934                                     | 1959     | Marcel Chatelain         |           | |
| 1959                                     | 1971     | Maurice Briand           |           | Commerçant |
| 1971                                     | 1994     | Jean-Paul Sansoucy       |           | Chef d'entreprise |
| 1994                                     | 2001     | Marie-Madeleine Beaumal  |           | Vice-présidente du District de la Région de Blain                                                                                         |
| 2001                                     | 2014     | Jean-Philippe Combe      | DVG       | Retraité Vice-président de la CC de la Région de Blain                                                                                    |
| 2014                                     | En cours | Nicolas Oudaert          | DVG-T44   | Ancien cadre, responsable associatif Conseiller départemental de Blain (2021 → ) 1er vice-président de Pays de Blain communauté (2020 → ) |
| Les données manquantes sont à compléter. |          |                          |           | |

## Population et société

### Démographie
Selon le classement établi par l'Insee, Le Gâvre fait partie de l'aire urbaine et de la zone d'emploi de Nantes et du bassin de vie de Blain. Elle n'est intégrée dans aucune unité urbaine. Toujours selon l'Insee, en 2010, la répartition de la population sur le territoire de la commune était considérée comme « peu dense » : 93 % des habitants résidaient dans des zones « peu denses » et 7 % dans des zones « très peu denses ».

#### Évolution démographique
L'évolution du nombre d'habitants est connue à travers les recensements de la population effectués dans la commune depuis 1793. Pour les communes de moins de 10 000 habitants, une enquête de recensement portant sur toute la population est réalisée tous les cinq ans, les populations de référence des années intermédiaires étant quant à elles estimées par interpolation ou extrapolation. Pour la commune, le premier recensement exhaustif entrant dans le cadre du nouveau dispositif a été réalisé en 2006.

En 2022, la commune comptait 1 880 habitants, en évolution de +5,56 % par rapport à 2016 (Loire-Atlantique : +6,68 %, France hors Mayotte : +2,11 %).
| 1793  | 1800  | 1806  | 1821  | 1831  | 1836  | 1841  | 1846  | 1851  |
| ----- | ----- | ----- | ----- | ----- | ----- | ----- | ----- | ----- |
| 1 060 | 1 163 | 1 094 | 1 175 | 1 436 | 1 398 | 1 345 | 1 428 | 1 486 |

| 1856  | 1861  | 1866  | 1872  | 1876  | 1881  | 1886  | 1891  | 1896  |
| ----- | ----- | ----- | ----- | ----- | ----- | ----- | ----- | ----- |
| 1 530 | 1 570 | 1 649 | 1 692 | 1 644 | 1 652 | 1 604 | 1 518 | 1 549 |

| 1901  | 1906  | 1911  | 1921  | 1926  | 1931  | 1936  | 1946  | 1954 |
| ----- | ----- | ----- | ----- | ----- | ----- | ----- | ----- | ---- |
| 1 551 | 1 546 | 1 548 | 1 178 | 1 137 | 1 102 | 1 075 | 1 138 | 933  |

| 1962 | 1968 | 1975 | 1982 | 1990 | 1999 | 2006  | 2011  | 2016  |
| ---- | ---- | ---- | ---- | ---- | ---- | ----- | ----- | ----- |
| 911  | 861  | 825  | 892  | 995  | 945  | 1 256 | 1 643 | 1 781 |

| 2021  | 2022  | - | - | - | - | - | - | - |
| ----- | ----- | - | - | - | - | - | - | - |
| 1 861 | 1 880 | - | - | - | - | - | - | - |

#### Pyramide des âges
La population de la commune est relativement jeune.
En 2018, le taux de personnes d'un âge inférieur à 30 ans s'élève à 39,4 %, soit au-dessus de la moyenne départementale (37,3 %). À l'inverse, le taux de personnes d'âge supérieur à 60 ans est de 18,2 % la même année, alors qu'il est de 23,8 % au niveau départemental.
En 2018, la commune comptait 886 hommes pour 927 femmes, soit un taux de 51,13 % de femmes, légèrement inférieur au taux départemental (51,42 %).
Les pyramides des âges de la commune et du département s'établissent comme suit.
| Hommes | Classe d’âge | Femmes |
| ------ | ------------ | ------ |
| 0,3    | 90 ou +      | 0,7    |
| 4,1    | 75-89 ans    | 7,0    |
| 12,6   | 60-74 ans    | 11,6   |
| 21,5   | 45-59 ans    | 19,7   |
| 21,8   | 30-44 ans    | 21,8   |
| 14,1   | 15-29 ans    | 13,8   |
| 25,6   | 0-14 ans     | 25,3   |

| Hommes | Classe d’âge | Femmes |
| ------ | ------------ | ------ |
| 0,6    | 90 ou +      | 1,8    |
| 6      | 75-89 ans    | 8,6    |
| 15,1   | 60-74 ans    | 16,4   |
| 19,4   | 45-59 ans    | 18,8   |
| 20,1   | 30-44 ans    | 19,3   |
| 19,2   | 15-29 ans    | 17,4   |
| 19,5   | 0-14 ans     | 17,6   |

## Patrimoine et culture locale

### Patrimoine religieux

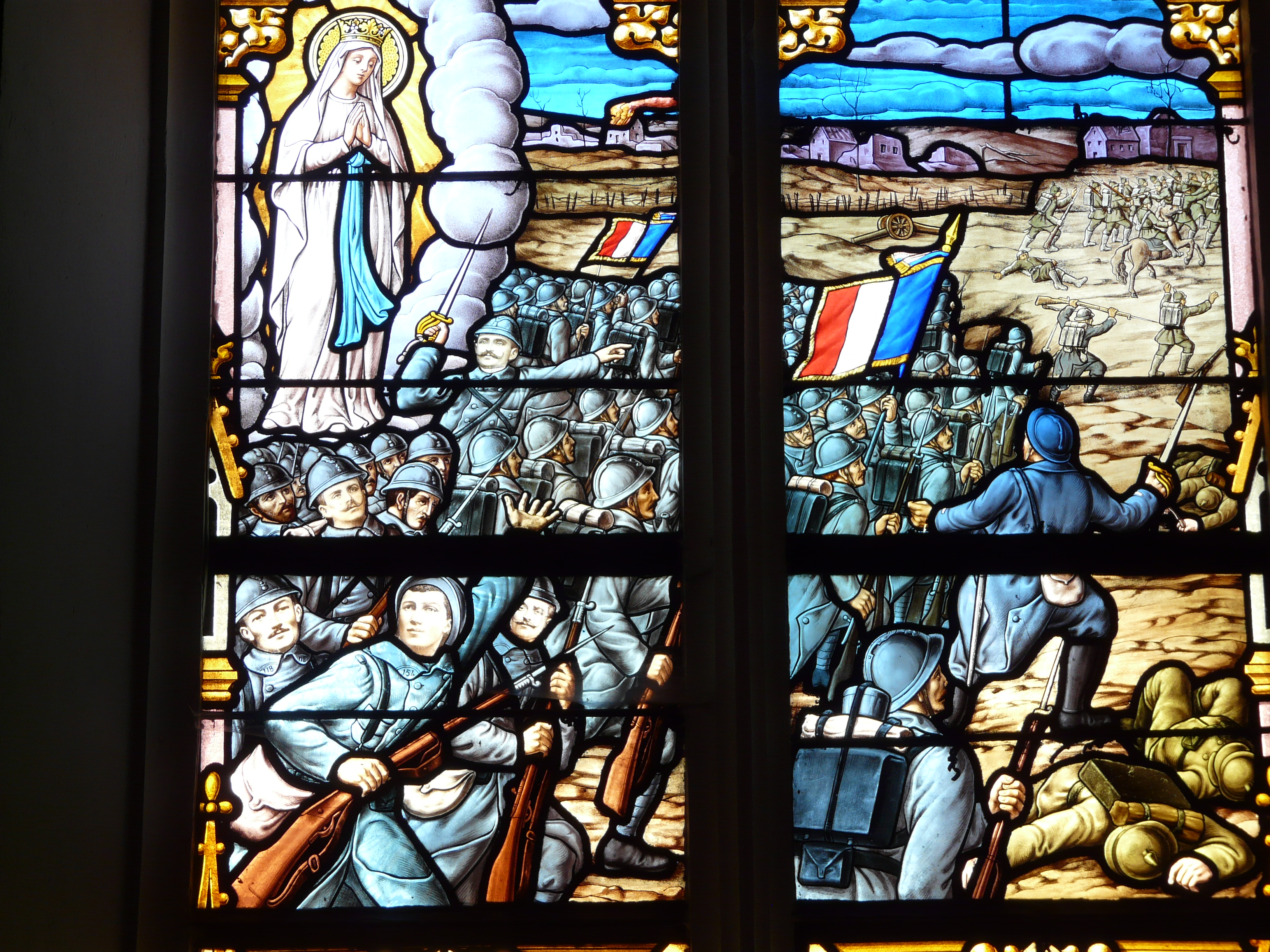
Vitrail de l'église Notre-Dame du Gâvre.

#### L'église Notre-Dame
C'est l'église paroissiale du Gâvre, issue de la chapelle ducale construite par Pierre de Dreux en 1226, dont il ne reste aujourd'hui qu'une partie de chœur. Elle a en effet subi des transformations notables.
Au milieu du XVe siècle, le connétable Arthur de Richemont en agrandit la nef et la fait surmonter d'une voûte. Le côté droit du bâtiment est ajouté en 1814. 
En 1911, la façade est remaniée avec la construction d'un clocher latéral. La charpente est terminée par des engoulents polychromes représentants des monstres à gueule ouverte. En 1930, le chœur est orné de vitraux représentant des événements qui ont marqué Le Gâvre.
Elle est inscrite au titre des Monuments historiques depuis 1926.
La bannière paroissiale de procession (Bannière de la Vierge), , datant de  1819 est inscrite au titre des objets du patrimoine ; elle présente, d'un côté, la Vierge à l'Enfant, et, de l'autre, le Christ en Croix.
Le maître-autel et son tabernacle, datant du quatrième quart du XVIIIe, est inscrit au titre des objets du patrimoine en 1984.
La statue en pierre peinte (polychrome) de Notre-Dame de Grâce est inscrite au titre des objets du patrimoine en 1967 ; elle date du XVe.

#### La chapelle de la Magdeleine

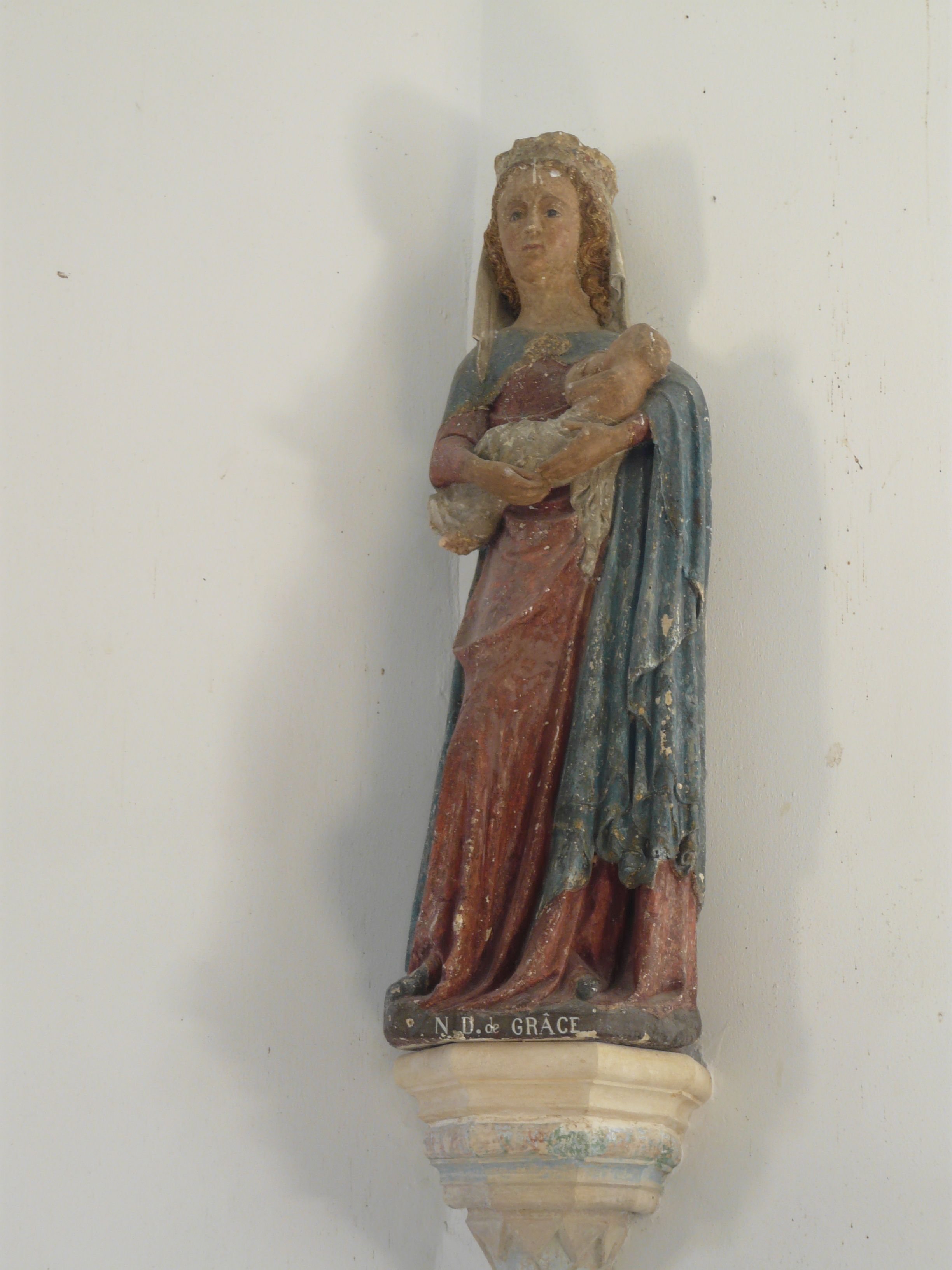
Vierge de la chapelle de la Magdeleine.

Cette chapelle, située à la limite de la forêt, au-delà de la Maillardais, a été édifiée au même moment[Quand ?] que toutes les maladreries de saint Lazare (léproseries, souvent appelées « lazarets »), frère de Marie Madeleine (d'où le nom aussi utilisé de « madeleines »). Cet établissement est lié à l'origine à l'abbaye de Blanche Couronne (Savenay), fondée en 1160. 
La chapelle abrite une crédence d'origine et une statue polychrome du XVe siècle en pierre tendre calcaire représentant la Vierge de Notre-Dame de Grâce.

#### Croix de chemin
La croix des Quatre Contrées (1850)

Cette croix de chemin a été mise en place au quadripoint des communes de Guémené-Penfao, Marsac-sur-Don, Vay et Le Gâvre.

### Patrimoine civil

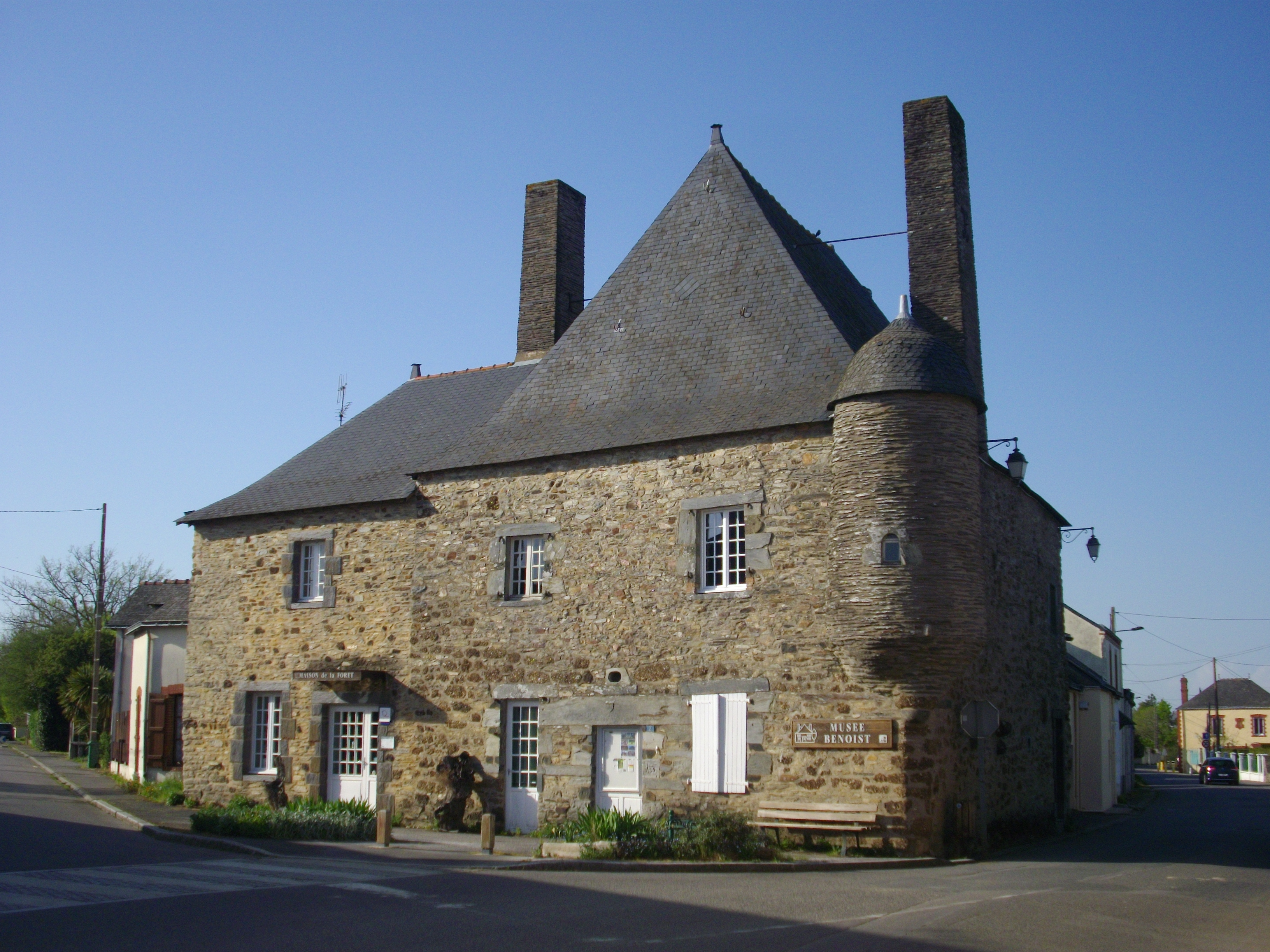
La maison Benoist.

#### La maison Benoît
Située en haut de la Grand-Rue, entre la route de Conquereuil et la rue du Stade, la maison Benoît a été construite en 1648 par Josias Jarnou et son épouse Perrine Moulnier. 
Elle abrite aujourd'hui le Musée Benoît - Maison de la forêt (MBMF), régis par une association dont le but est la valorisation et la protection du patrimoine naturel, culturel et historique local, en présentant sur place des objets et des panneaux d'information et en organisant des visites en forêt.

#### La maison du Pont-Quenil
Ce bâtiment avec entrée de four, est le dernier élément subsistant d'une propriété du XVIIe siècle, le manoir du Pont-Quenil, détruit en 1939.

#### Le domaine de la Genestrie
Cette demeure et son parc sont depuis 1938 propriété des syndicats CGT de la métallurgie du département, qui l'ont utilisée principalement comme colonie de vacances.
Il y aurait eu un moulin à vent à cet endroit et une gentilhommière aurait été construite au XVe siècle. Le château actuel est construit au XVIIIe siècle. En 1880, il porte le nom de « château de la Chaussée », au moment de l'acquisition par la famille de La Porterie. En 1922, le domaine est acheté par un médecin de Blain qui fait construire une aile pour servir de préventorium.
En 1938, les syndicats CGT de la métallurgie de Loire-Inférieure créent une société immobilière (devenue en 1987 l'Association fraternelle des métallurgistes de la Loire-Atlantique), pour acquérir un domaine en vue de l'installation d'une colonie de vacances. Le choix se porte sur le domaine de la Genestrie. Après les travaux nécessaires, la colonie est inaugurée le 17 juillet 1938 en présence de Benoît Frachon (CGT), de François Blancho (maire socialiste de Saint-Nazaire), du maire de Nantes et de Marcel Chatelain, maire du Gâvre. L'accueil débute le 1er août pour 90 enfants venus de Nantes. 
À partir de l'été 1939, le domaine est réquisitionné par l'armée française, puis occupé par l'armée allemande de juin 1940 à août 1944. De 1944 à 1946, il héberge l'hôpital Bellier, replié de Nantes. 
En 1947, la CGT reçoit des indemnités pour les dégâts occasionnés pendant la guerre et la colonie est remise en service la même année. La cérémonie de réouverture a lieu en présence d'Ambroise Croizat.

### Héraldique
| Blason | Blasonnement : D'hermine à la fasce d'azur chargée de trois fleurs de lys d'or. Commentaires : L'hermine évoque le blasonnement d'hermine plain de la Bretagne, rappelant l'appartenance passée de la ville au duché de Bretagne : la forêt du Gâvre a toujours fait partie du domaine ducal, puis du domaine royal de France (d'où les fleurs de lys d'or). Blason (délibération municipale du 26 septembre 1978) enregistré le 15 novembre 1978. |

## Personnalités liées à la commune

### Officiers et bénéficiaires de la châtellenie ou de la forêt
- Jean de la Bretesche devient officier de garde de la forêt en 1407.
- Janet Le Bel est le sénéchal du Gâvre en 1409.
- Tristan de la lande assure la capitainerie du Gâvre en 1409.
- Alain de la Motte remplace René Rouaud à la capitainerie du Gâvre.
- Jacques de Thaysen remplace Alain de la Motte à la capitainerie du Gâvre.
- Pierre de Marbré, Capitaine du Gâvre.
- Gilles de Rais, Maréchal de France, centre païen en Bretagne[C'est-à-dire ?].
- Jean de Lespinay est le receveur du Gâvre de 1475 à 1489, puis devient Trésorier de la duchesse Anne de Bretagne et conseiller de deux rois de France jusqu'à sa mort en 1524
- En 1489 Anne de Bretagne cède le Gâvre à Louis de Lornay qui la rachète en 1492 après son mariage avec le roi de France Charles VIII. Elle donne l'usufruit de la forêt à Louis de Melon.
- En 1492 et 1500, enquêtes pour déterminer si la prétention de Jean de Rohan sur le Gâvre est justifiée. Jean de Rohan est débouté.
- En 1504 elle donne la forêt à son échanson, Thomas d'Estier.
- En 1515, François Ier, roi de France, confère la jouissance du Gâvre à Jean de Rohan.
- En 1517, le roi recouvre le Gâvre et le transmet à Odet de la Roque.
- En 1527, le roi vend la terre du Gâvre à Anne de Rohan. Il la rachète en 1540.
- En 1559, Jean Gourbil est nommé procureur.
- Henri III donne l'usufruit de la forêt à Paul Emile de Fiesque.
- Henri IV donne l'usufruit de la forêt à Antoine de Fiesque.

### Famille des Rohan et forêt du Gâvre
Les Rohan s'installent à Blain par le mariage de Béatrix, fille d'Olivier de Clisson, avec Alain de Rohan. Les Rohan auront des prétentions sur la forêt, mais elles seront repoussées. À partir de 1648, ils bénéficient d'un droit de chasse qu'ils n'exercent pas réellement, en laissant l'usage aux familles de Coislin et de Bruc.

### Grands noms de la chasse en forêt du Gâvre
Les grands équipages de chasse opérant en forêt du Gâvre au cours des XIXe et XXe siècles ont été détenus par :
- Pierre Louis du Cambout de Coislin (Plessé, 1769-1837), vicomte de Carheil, 4e marquis de Coislin[Note 12], propriétaire du château de Carheil à Plessé. En 1815, il tente d'obtenir de Louis XVIII, dont il a été proche en exil, la cession de la forêt du Gâvre, mais doit se contenter du droit de chasse, qu'il exerce pendant la Restauration, puis délaisse après l'avènement de Louis-Philippe. La famille revend le château de Carheil en 1842 :
- la famille Potiron de Boisfleury (Guémené-Penfao), de façon permanente au cours des deux siècles ;
- le baron Clément Baillardel de Lareinty (mort en 1901), constructeur de la demeure de Chassenon, lieutenant de louveterie du Gâvre de 1850 à 1885 ;
- Louis Guillet de La Brosse (1822-1882), propriétaire du château du Plessis à Orvault ;
- Louis de La Haye-Jousselin (mort en 1901) ;
- François de La Rochefoucauld-Bayers (1840-1918), petit-fils de Louis de La Brosse, propriétaire du château de Fresnay à Plessé :
- Jean-Baptiste Étienne (mort en 1949), propriétaire du château de Briord à Port-Saint-Père.

### Autres
- En sortant du jardin d'Eden, Adam et Eve arrivèrent au Gâvre[62],Ils bâtirent la première ville du monde[63].
- Gilles Retz, maréchal de France (1405-1440), fut étranglé et son corps livré aux flammes. L'évêque de Nantes ordonna à l'abbé des Carmes d'aller sur le lieu maudit des Quatre Voies dans la forêt du Gâvre et d'exorciser le pays. Les scènes cessèrent mais continuèrent dans la forêt de Lorge[64].
- Robert de Beauinanoir défit Pierre Tourneinine en 1480, accompagné de François II de Bretagne en forêt du Gâvre pour l'honneur de Jean de Beaumanoir mort assassiné. Robert toucha son adversaire, Pierre vaincu n'est ni trainé ni pendu, ce qui était l'usage[64].
- Olivier Morel de La Durantaye (1640-1716), militaire de la Nouvelle-France.
- Marie Bonaparte (1882-1962), propriétaire du château des Rohan à Blain à partir de 1917, fréquente la forêt du Gâvre dans les années 1920.
- Charles Perron[65] (né le 22 août 1893 à Plessé, mort le 18 avril 1958 à Nantes). Après la mort de son père en 1901, il habite Le Gâvre avec sa mère (décédée en 1931) ; il passe le brevet à Blain, puis reçoit une formation à l'École des beaux-arts de Nantes (1909-1913), puis à celle de Paris (1913-1914[Note 13] et 1919-1921) ; il obtient le 2° Grand Prix de Rome en 1921 ; il est conservateur du Musée des Beaux-Arts de Nantes de 1936 à 1945 ; il réside régulièrement au Gâvre et y a un atelier à partir de 1938. La plus grande partie de ses œuvres se trouve dans des collections particulières ; quelques-unes sont présentes dans les musées de Nantes, Saint-Nazaire, Guérande et Rennes, ainsi qu'à Paris, Cambrai et Tourcoing.
- Maurice Chauvet (1918-2010), né au Gâvre, ancien du Commando Kieffer (les premiers soldats français à débarquer en Normandie)[66].
- Marie Julie Jahenny (1850-1941) naquit à Blain, puis la famille Jahenny s’installa à La Fraudais alors qu’elle n’avait encore que trois ou quatre ans. Enfant, elle était très pieuse, et aimait la prière et la Croix. C’était une paysanne illettrée que l'on surnommait avec simplicité « la Fraudais ». Elle est connue pour ses apparitions et stigmates. Elle faisait partie du Tiers-Ordre franciscain, en tant que laïque. Sa maison a été transformée en sanctuaire, qui porte son nom, à Blain où elle est enterrée dans le cimetière. De plus, de nombreux bretons la vénèrent comme une sainte. Son Procès en Béatification est en cours.

Une association : Le sanctuaire de Marie-Julie Jahenny présidée par le marquis de La Franquerie a été créée.
Le nom de Charles Perron a été donné à l'école publique du Gâvre.